# Il Vietnam vincerà
Il Vietnam vincerà è una antologia di scritti sul Vietnam, fino al 1968 di Ho Chi Minh, Vo Nguyen Giap, Pham Van Dong, Nguyen Khac Vien, Pham Ngoc Tach, Truong Son, curata da Enrica Collotti Pischel, per l'Editore Einaudi, nel 1968 .